# Hiệp Giang (tỉnh)
Hiệp Giang là một tỉnh cũ của Trung Quốc tại khu vực Mãn Châu. Tên của tỉnh được bắt nguồn từ việc hai con sông lớn trên địa bàn là Ussuri (Ô Tô Lý) và Tùng Hoa đều đổ ra sông Amur (Hắc Long Giang).

## Lịch sử
Sau Chiến tranh thế giới thứ hai, chính phủ Dân Quốc chia vùng Đông Bắc thành 9 tỉnh và 2 thành phố tự trị (Cáp Nhĩ Tân, Đại Liên va sau đó bổ sung thêm Thẩm Dương) và cử người đứng đầu chính quyền các tỉnh. Tuy nhiên, khi Hồng quân Liên Xô chiếm vùng Đông Bắc, việc thành lập chính quyền các tỉnh đã gặp phải trở ngại, thay vào đó là các cơ quan quản lý của đảng Cộng sản. Tháng 11, Hiệp Giang đã thành lập chính quyền riêng của mình tại Giai Mộc Tư. Sau đó chính quyền tỉnh rời về Cáp Nhĩ Tân. Năm 1946, Hồng quân Liên Xô chiếm Cáp Nhĩ Tân, chính quyền tỉnh lại phải di dời về Thẩm Dương. Sau chiến dịch Liêu Thẩm vào năm 1948, hầu hết lãnh thổ Đông Bắc Trung Quốc nằm dưới quyền kiểm soát của quân Giải phóng Nhân dân của Đảng Cộng sản Trung Quốc, đến ngày 2 tháng 11 cùng năm, quân giải phóng tiến vào Thẩm Dương, tỉnh Hiệp Giang của Trung Hoa Dân Quốc đến đây chấm dứt sự tồn tại.

## Địa lý
Toàn lãnh thổ của tỉnh Hiệp Giang nay thuộc là một phần phía đông và đông bắc của tỉnh Hắc Long Giang. Tỉnh có diện tích 135.406 km² với địa hình chủ yếu thuộc về đồng bằng Tam Giang. Khu vực phía đông tỉnh chủ yếu là vùng đất ngập nước còn dân cư tập trung tại phía tây. Huyện Phủ Viễn nằm tại nơi hợp dòng của sông Ô Tô Lý và Hắc Long Giang là điểm cực đông của Trung Quốc. Tỉnh giáp với Liên Xô ở phía bắc và đông, phía tây là hai tỉnh Hắc Long Giang và Nộn Giang, phía nam là tỉnh Tùng Giang.